# Anthony Giddens
Pour les articles homonymes, voir Giddens.
Lord Anthony Giddens, baron Giddens, né le 18 janvier 1938 à Edmonton, est un sociologue britannique, professeur de sociologie à l'université de Cambridge et ancien professeur de sociologie à la London School of Economics. Il est connu pour sa théorie sur la structuration et sa vision holistique des sociétés contemporaines. Il est considéré comme l'un des plus importants contributeurs au domaine de la sociologie contemporaine. Il a notamment été le conseiller politique de Tony Blair, Bill Clinton et José Luis Rodríguez Zapatero au tournant des années 2000.

## Son œuvre
Son œuvre peut être découpée en trois périodes[réf. nécessaire][Interprétation personnelle ?]. Au cours de la première période, Anthony Giddens présenta une nouvelle vision de ce qu'est la sociologie, avançant une compréhension théorique et méthodologique nouvelle de ce domaine, en se basant sur une relecture critique des classiques. Deux ouvrages majeurs marquent cette période : Capitalism and Modern Social Theory, publié en 1971, et New Rules of Sociological Method, publié en 1976. Dans une deuxième période, Giddens développa sa théorie de la structuration, qui est une analyse de l'agent et de la structure, dans laquelle la primauté n'est reconnue à aucun des deux. Ses travaux sur le sujet, exposés en particulier dans Central Problems in Social Theory, en 1979, et dans The Constitution of Society (La Constitution de la société), en 1984, lui apportèrent une renommée internationale. La période la plus récente est marquée par une réflexion sur la modernité, la globalisation et la politique, et en particulier l'impact de la modernité sur la vie personnelle et sociale. Giddens formule une critique de la postmodernité, discutant d'une troisième voie « utopique réaliste » en politique, qui est exposée dans The Consequences of Modernity (Les conséquences de la modernité), publié en 1990, Modernity and Self-Identity, en 1991, The Transformation of Intimacy : sexuality, Love and eroticism in modern societies (La Transformation de l'intimité), en 1992, Beyond Left and Right, en 1994, et The Third Way : The Renewal of Social Democracy (La troisième voie : le renouveau de la social-démocratie), en 1998. L'ambition de Giddens est à la fois de refonder la théorie sociale et de réexaminer notre compréhension du développement et de la trajectoire de la modernité.
Anthony Giddens est, en 2013, professeur émérite à la London School of Economics.

## Biographie
Giddens est né et a grandi dans le quartier d'Edmonton, à Londres, dans une famille de la classe moyenne inférieure. Son père travaillait comme employé de bureau pour les transports publics de Londres. Anthony Giddens fut le premier enfant de la famille à aller à l'université. Il fut diplômé de l'Université de Hull en 1959, avant d'être admis à la London School of Economics, où il obtint sa maîtrise, puis d'intégrer le King's College, à Cambridge, dont il ressortit avec un doctorat, en 1974.
Dès 1961, il avait commencé à travailler à l'Université de Leicester, où il enseignait la psychologie sociale. À Leicester, qui était considéré comme l'un des berceaux de la sociologie anglaise, il rencontra Norbert Elias et commença à élaborer ses propres théories. En 1969, il fut nommé à l'Université de Cambridge, au King's College, où il contribua plus tard à fonder le Social and Political Sciences Committee (SPS, aujourd'hui PPSIS), une sous-division de la faculté d'économie. Giddens travailla pendant de nombreuses années comme professeur associé au King's College, avant d'obtenir une chaire de professeur, en 1987. Anthony Giddens est le cofondateur de la maison d'édition Polity Press, créée en 1985, à Cambridge.
De 1997 à 2003, il dirigea la London School of Economics et fut membre du Conseil scientifique de l'Institute for Public Policy Research (en) (IPPR), un think tank de gauche proche du Parti travailliste. Il fut aussi l'un des principaux conseillers du premier ministre britannique Tony Blair. C'est Giddens qui conçut l'approche politique de la « troisième voie », qui guida l'action de Tony Blair, au Royaume-Uni - donnant ainsi naissance au courant d'idées connu sous le nom de blairisme - aussi bien que celle de Bill Clinton, aux États-Unis. Giddens a été l'un des intervenants les plus assidus du débat politique au Royaume-Uni, soutenant la politique de centre gauche du Parti travailliste lors de ses multiples apparitions médiatiques, et dans ses nombreux articles, dont beaucoup furent publiés dans le New Statesman. Giddens contribue aujourd'hui régulièrement à la recherche et aux activités du think tank de la gauche progressiste Policy Network. Il a été anobli par la Reine d'Angleterre en juin 2004. Il porte désormais le titre de Baron Giddens, du Southgate, dans le quartier d'Enfield, à Londres et siège à la Chambre des lords, où il représente le Parti travailliste.

## Idées
Giddens, auteur de 34 livres et de plus de 200 articles, essais et critiques, a contribué à la plupart des développements notables intervenus dans les sciences sociales au cours des dernières décennies, à l'exception du domaine des protocoles de recherche. Il a écrit des commentaires sur la plupart des écoles et des figures dominantes des sciences sociales, et a utilisé la plupart des paradigmes sociologiques, aussi bien en microsociologie qu'en macrosociologie. Ses écrits vont du traitement de problèmes abstraits, métathéoriques, aux manuels d'étudiants, très directs et « terre à terre ». Enfin, il est également connu pour son approche interdisciplinaire : il s'est intéressé aussi bien aux derniers développements en sociologie, qu'en anthropologie, en psychologie, en histoire, en linguistique, en économie, dans le travail social et, plus récemment, en sciences politiques. Le travail qu'il a accompli tout au cours de sa vie peut être considéré, en lui-même, comme une « grande synthèse » de la théorie sociologique contemporaine.
Il est également celui qui a défini et popularisé le concept de troisième voie dans des ouvrages tels que The Third Way. The Renewal of Social Democracy (1998), The Third Way and Its Critics and The Global Third Way Debate (2000). Cette idée a été récurrente dans le débat politique en Europe au début des années 2000.

## La nature de la sociologie
Avant 1986, la plupart des écrits de Giddens offraient un commentaire critique sur un large spectre d’auteurs, écoles et traditions. Giddens a pris position contre le structuro-fonctionnalisme (représenté par Talcott Parsons) qui était le courant dominant à l’époque en plus de critiquer l’évolutionnisme et le matérialisme historique. Dans Capitalism and Modern Social Theory (1971), il examine les œuvres de Weber, Durkheim et Marx, défendant que malgré leurs différentes approches, chacun s’intéressait au lien entre le capitalisme et la vie sociale. Giddens développe des travaux sur la construction sociale du pouvoir, la modernité et les institutions, définissant la sociologie comme :
« [...] l’étude des institutions sociales rendues possibles par les transformations industrielles des deux ou trois derniers siècles. »  
Dans New Rules of Sociological Method (1976) (titre faisant référence au livre Les règles de la méthode sociologique écris en 1895 par Durkheim), Giddens tente d’expliquer « comment la sociologie devrait s’articuler » et s’adresse à une division entre les théoriciens qui priorisent le « niveau macro » de l’analyse du social – en regardant le « plan d’ensemble » de la société – et ceux qui mettent l’emphase sur le « niveau micro » – qu’est-ce que la vie de tous les jours signifie pour les individus. Dans ce livre, il note que l’approche fonctionnaliste traite de la société comme une réalité en soi, qui n’est pas réductible aux individus. Il rejette le paradigme sociologique positiviste de Durkheim qui tente de prédire comment les sociétés fonctionnent, mais qui en ignore le sens donné par les individus qui la compose. Giddens note :    
« La société est seulement une forme, forme qui a des effets sur les individus, elle tient dans la mesure où la structure est constamment produite et reproduite par ce que les personnes font. »  
Il confronte donc la théorie Durkheim avec celle de Weber – la théorie compréhensive – qui elle met l’accent sur la compréhension de l’agency et des motifs individuels. Giddens est plus proche de Weber que de Durkheim, mais dans son analyse il rejette les deux approches, avançant qu’alors que la société n’est pas une réalité collective, les individus ne devraient pas non plus être traités comme l’unité centrale d’analyse.  
Il utilise la logique de la tradition herméneutique (de la sociologie compréhensive) pour soutenir l’importance de l’agency dans la théorie sociologique, avançant que les acteurs sociaux sont toujours, dans une certaine mesure, conscient de ce qu’ils font. L’ordre social est alors le résultat d’actions sociales planifiées d’avance, et non pas de réponses automatiques et évolutives. Les sociologues, contrairement aux scientifiques des sciences naturelles, ont à interpréter un monde social qui est déjà interprété par les acteurs qui y vivent. Selon Giddens, il y a une « Dualité de la structure » par laquelle la pratique sociale, qui est la principale unité d’analyse, a à la fois une composante structurelle et une composante liée à l’agency. L’environnement structural contraint alors les comportements individuels tout en le rendant possible. Il note aussi l’existence d’une forme spécifique de cycle social : après avoir été façonnés, les concepts sociologiques reviennent dans la vie quotidienne et change la façon dont pensent les personnes. Parce que les acteurs sociaux sont réflexifs et qu’ils sont pris dans l’écoulement incessant d’activité et de conditions structurel, ils adaptent constamment leurs actions à leur compréhension en constante évolution. Du coup, le savoir sociologique produit sur la société revient changer les activités humaines à propos desquelles il s’est construit. Giddens appelle cette relation dialectique et interprétative entre le savoir scientifique social et la pratique humaine la « double herméneutique. » 

## La structuration
La théorie de la structuration de Giddens explore la question de savoir si ce sont les individus ou bien les forces sociales qui forment la réalité sociale. Il rejette les positions extrêmes, défendant que même si les individus ne sont pas entièrement libres de choisir par eux-mêmes, ayant des savoirs limités, ils sont néanmoins les agents qui reproduisent la structure sociale et qui mènent le changement social. Ses idées trouvent un écho dans la philosophie du moderniste Wallace Stevens qui suggère que nous vivons dans la tension entre les formes que nous prenons comme le monde qui agit sur nous, et l’idée du commandement que nos imaginations imposent sur le monde. Giddens écrit que la connexion entre les structures et les actions est un élément fondamental de la théorie sociale, structure et agency sont une dualité qui ne peut pas être conçue comme séparée l’une de l’autre et elle s’articule dans la « dualité de la structure ». À un niveau basique, cela signifie que les individus font la société, mais en étant en même temps contraint par celle-ci. Action et structure ne peuvent donc pas être analysées de façon séparée, alors que les structures sont créées, maintenue et qu’elles changent au travers de l’action, les actions prennent une signification seulement à travers l’arrière-fond de la structure. Et donc, le lien causal va dans les deux directions rendant impossible de déterminer une cause première. Dans les mots de Giddens (dans New rules...) :
« [...] les structures sociales sont constituées par l’agency humaine tout en étant ce qui la rend possible. » 
Dans cette optique il définit les structures comme un ensemble de règles et ressource qui traversent l’action humaine : les règles contraignent les actions, les ressources les rendent possibles. Il différencie aussi entre systèmes et structures. Les systèmes disposent de propriétés structurales, mais ne sont pas des structures elles-mêmes. Il note, dans son article Functionalism: après la lutte (1976) que:
« Examiner la structuration d’un système social c’est examiner les modes par lesquelles le système, à travers l’application de règles et de ressources générique, est produit et reproduit dans les interactions sociales »
Ce processus de structures (re)produisant les systèmes s’appelle la structuration. Les systèmes signifient ici pour Giddens « les activités situées des agents humains »  (La constitution de la société) et « la disposition des relations sociales à travers l’espace-temps » (ibid). Les structures sont alors « [...] un ensemble de règles et de ressources que les acteurs individuels utilisent dans la pratique qui reproduit les systèmes sociaux. » (Politics, Sociology and Social Theory) et « les systèmes de règles et ressources générales, impliquées dans l’articulation des systèmes sociaux » (La constitution de la société) qui existe virtuellement « hors de l’espace-temps » (New rules...). La structuration signifie alors que la relation qui prend forme dans la structure peut exister « hors de l’espace-temps". Un exemple est la relation entre un professeur et un étudiant : quand ils se croisent dans un contexte différent, disons dans la rue, la hiérarchie qui articule leurs rapports dans le contexte scolaire est préservée.
Les structures peuvent agir comme contrainte de l’action, mais elles la rendent également possible en donnant des cadres communs de significations. Prenons l’exemple du langage : les structures du langage sont représentées par les règles de syntaxe qui règlent certaines combinaisons de mots. Mais la structure fournit également les règles qui permettent à de nouvelles actions de prendre forme, nous habilitant à créer de nouvelles phrases significatives. Les structures ne devraient pas être conçues comme « plaçant simplement des contraintes à l’action humaine, mais comme habilitantes» (New rules...). Giddens suggère que les structures (traditions, institutions, les codes moraux et d’autres ensembles d’attentes – soit les façons établies de faire les choses) sont généralement assez stables, mais peuvent être changées, spécialement à travers les conséquences inattendues de l’action, quand les personnes les ignorent, les replacent ou reproduisent différemment.
Ainsi, les acteurs (agents) emploient les règles sociales appropriées à leur culture, celles qu’ils ont apprises à travers la socialisation et l’expérience. Ces règles et ressources à leur disposition sont utilisées dans des interactions sociales. Les règles et ressources employées de cette manière ne sont pas déterministes, mais sont appliquées réflexivement par des acteurs conscients, quoique la conscience de ces acteurs puisse être limitée aux spécificités de leurs activités dans un temps donné. Ainsi, l’issue des actions n’est jamais vraiment prévisible.  

## Publications
- (1971) Capitalism and Modern Social Theory. An Analysis of the writings of Marx, Durkheim and Max Weber. Cambridge : Cambridge University Press.
- (1973) The Class Structure of the Advanced Societies. London : Hutchinson.
- (1976) Functionalism: après la lutte, Social Research, 43, 325-66
- (1976) New Rules of Sociological Method: a Positive Critique of interpretative Sociologies. London : Hutchinson.
- (1977) Studies in Social and Political Theory. London : Hutchinson.
- (1978) Durkheim. London : Fontana Modern Masters.
- (1979) Central problems in Social Theory : Action, Structure and Contradiction in Social Analysis. London : Macmillan.
- (1981) A Contemporary Critique of Historical Materialism. Vol. 1. Power, Property and the State. London : Macmillan.
- (1982) Sociology: a Brief but Critical Introduction. London : Macmillan.
- (1982) Profiles and Critiques in Social Theory. London : Macmillan.
- (1984) The Constitution of Society. Outline of the Theory of Structuration. Cambridge: Polity.
- (1985) A Contemporary Critique of Historical Materialism. Vol. 2. The Nation State and Violence. Cambridge : Polity.
- (1990) The Consequences of Modernity. Cambridge: Polity.
- (1991) Modernity and Self-Identity. Self and Society in the Late Modern Age. Cambridge: Polity.
- (1992) The Transformation of Intimacy: Sexuality, Love and Eroticism in Modern Societies. Cambridge: Polity.
- avec Ulrich Beck & Scott  Lash (1994) Reflexive Modernization. Politics, Tradition and Aesthetics in the Modern Social Order. Cambridge : Polity.
- (1994) Beyond Left and Right — the Future of Radical Politics. Cambridge : Polity.
- (1995) Politics, Sociology and Social Theory: Encounters with Classical and Contemporary Social Thought. Cambridge : Polity.
- (1996) In Defence of Sociology. Cambridge : Polity.
- (1996) Durkheim on Politics and the State. Cambridge : Polity.
- avec Tony Blair (1998) The Third Way. The Renewal of Social Democracy. Cambridge : Polity.
- (1999) Runaway World: How Globalization is Reshaping Our Lives. London : Profile.
- (2000) The Third Way and Its Critics. Cambridge : Polity.
- (2000) Runaway World. London : Routledge.
- (2002) Where Now for New Labour? Cambridge : Polity.
- (2007) Europe In The Global Age. Cambridge : Polity
- (2007) Over to You, Mr Brown - How Labour Can Win Again. Cambridge : Polity.
- (2009) The Politics of Climate Change. Cambridge : Polity

### Ouvrages traduits en français
- La constitution de la société [« The Constitution of Society »], PUF, 1987, 474 p. (ISBN 978-2-13-039975-9)
- Les conséquences de la modernité [« The Consequences of Modernity »], L'Harmattan, 2000, 192 p. (ISBN 978-2-7384-2506-5)
- La Troisième voie : Le Renouveau de la social-démocratie [« The Third Way: The Renewal of Social Democracy »], Seuil, 2002, 266 p. (ISBN 978-2-02-037118-6) - coécrit avec Tony Blair
- La Transformation de l'intimité : Sexualité, amour et érotisme dans les sociétés modernes [« The Transformation of Intimacy: Sexuality, Love and Eroticism in Modern Societies »], Éditions du Rouergue, 2004, 276 p. (ISBN 978-2-02-037118-6)
- Le nouveau modèle européen [« Europe In The Global Age »], Paris, Hachette Littératures, 2007, 329 p. (ISBN 978-2-01-237275-7, BNF 41114990)

## Distinctions
- Grand-croix de l'ordre de l'Infant Dom Henri